# Hoorn (muziekinstrument)

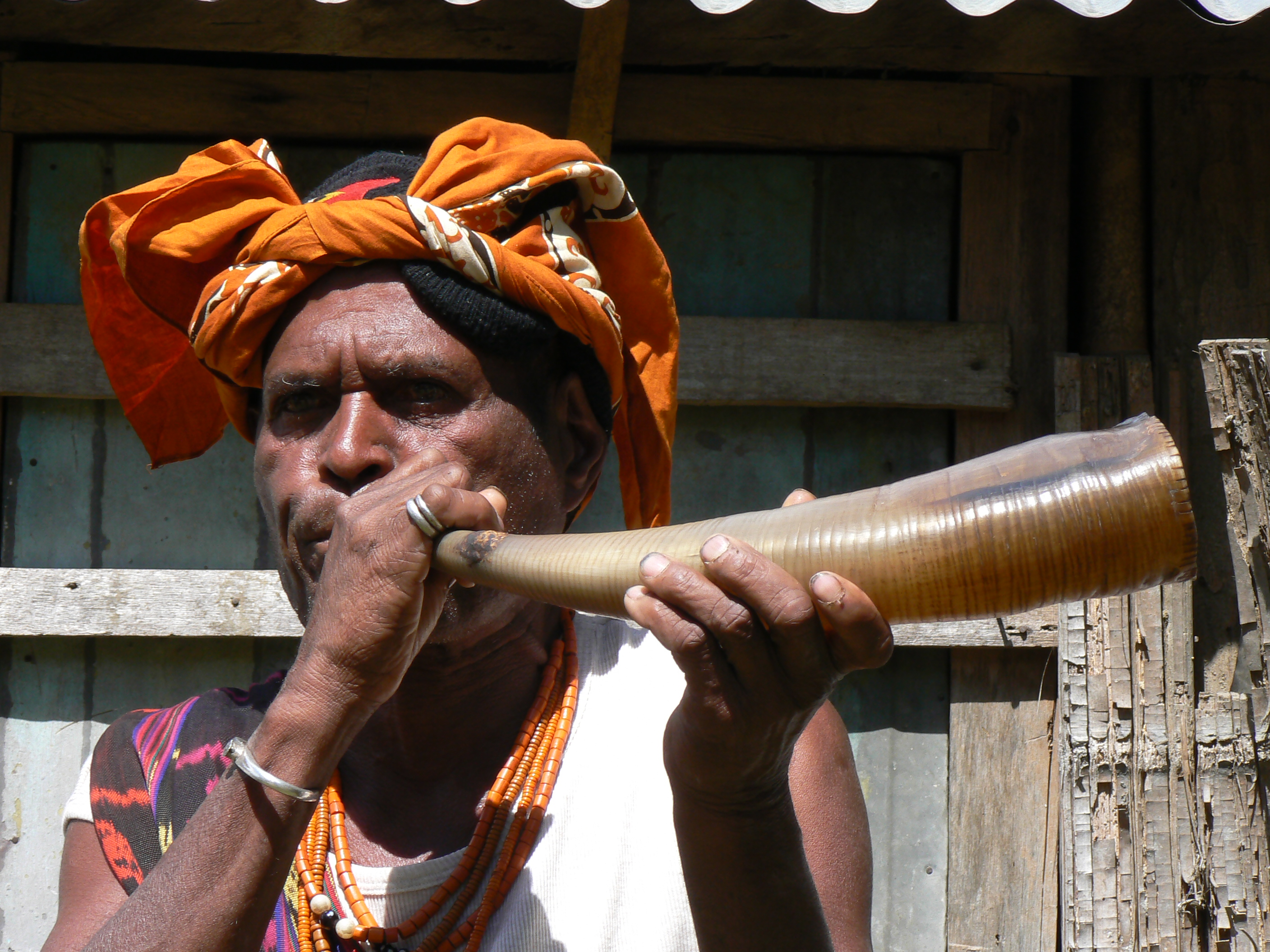
Een hoorn als primitief blaasinstrument, gemaakt van een hoorn van een dier

Een hoorn is een muziekinstrument dat sinds lange tijd belangrijke functies heeft vervuld. Net als bij de trompetten kon ook op de hoorn door het ontbreken van kleppen en ventielen in het hoofdbuiscorpus niet chromatisch in alle twaalf toonsoorten worden gespeeld. Dit was al vroeg in de westerse muziekgeschiedenis, rond de 14e eeuw, wel het geval met de schuiftrombone. De hoorn is, met de trompet, in feite het laatste koperblaasinstrument dat van ventielen werd voorzien.

## Beschrijving
Vroeger werd de hoorn bij de jacht gebruikt. Hoorns werden ook gebruikt om signalen door te geven, zoals de posthoorn, signaalhoorn en bugel. Tegenwoordig is de hoorn vooral bekend als blaasinstrument in ensembles, orkesten of als solistisch muziekinstrument.
De hoorn hoort bij de familie koperblazers. Een hoorn is een koperen buis die begint met een mondstuk van ca. 17 mm doorsnede, daarna breder wordt tot circa 12 cm. Na een cilindrische boring mondt de buis uit in een beker met een doorsnede van circa 30 cm. De beker is aanzienlijk groter en anders van vorm dan die van de trompet. De totale lengte van de hoorn is afhankelijk van de grondstemming van het instrument: een Bes-hoorn is ongeveer 2,75 m, een F-hoorn 3,78 m en een C-hoorn 4,72 m. Tegenwoordig is een combinatie van twee hoorns in één instrument gebruikelijk, namelijk de dubbelhoorn (F–Bes). Dit is het standaard instrument in professionele symfonieorkesten. De dubbelhoorn wordt gebruikt voor het vergroten van het bereik en het krijgen van een andere klankkleur of timbre: de Bes-hoorn heeft een scherpere klank waardoor het meer geschikt is voor signalen; de F-hoorn is zachter van klank waardoor hij meer geschikt is voor het samenspel met houtblazers en strijkers.
De hoorn heeft standaard drie draaiventielen. Er kan ook nog een stopventiel op zitten. Bij een dubbelhoorn kan men schakelen tussen de twee hoorns door middel van een duimventiel.

## Oorsprong
Duizenden jaren geleden werden hoorns en bazuinen gemaakt van de hoorns van dieren uit de familie van de holhoornigen, zo wordt het hoorngeschal al in het boek Jozua van de Hebreeuwse Bijbel genoemd.
Door een gat aan het eind of aan de zijkant kon je door je lippen te laten trillen, tonen maken. Tussen de 12e en 16e eeuw ging men van de eenvoudig gekromde vorm van een dierenhoorn over op de gewonden vorm, waaruit zich de 18e-eeuwse natuurhoorn ontwikkelde. Op een natuur- of jachthoorn kon men de natuurtonenreeks spelen: 
| klein         |   |     |   |     |   |   |     |  | g |  |   |  |     |  |   |
| eengestreept  | c |     |   |     | e |   |     |  | g |  |   |  | bes |  |   |
| tweegestreept | c |     | d |     | e |   | fis |  | g |  | a |  | bes |  | b |
| driegestreept | c | cis | d | dis | e | f |     |  |   |  |   |  |     |  |   |

Door de hand in de beker te brengen (het zogenoemde stoppen) kon de natuurtoonreeks gemanipuleerd (preciezer: verhoogd) worden zodat chromatische toonladders gespeeld konden worden. Maar bij de houding van de hoorn is het normaal dat men de hand losjes in de beker steekt.

## Ontwikkeling
Bij de hoorn werd een serie rondgebogen buizen geleverd met verschillende lengte, zo kon de hoorn naar verschillende grondstemmingen omgestemd worden; de zogenoemde Cor d'Orchestre. In 1754 ontwikkelde Hampel uit Dresden de inventiehoorn. Een van de grote windingen onderbrak hij en daartussen plaatste hij een U-vormige, uitschuifbare stembuis (deze bevindt zich nog altijd aan de achterkant van hedendaagse hoorns). De hoorn stemde nu beter. Voor dit soort hoorn heeft Mozart zijn hoornconcerten geschreven. Een volgende ontwikkeling was de Cor Solo. Deze had een vaste mondpijp, zodat het mondstuk altijd hetzelfde ten opzichte van de hoorn zat. De U-vormige stembuizen waren nu uitwisselbaar, maar alleen in de hoofdtoonsoorten: D, Es, E, F en G, zodat de hoornist partijen in andere toonsoorten moest gaan transponeren. Bijvoorbeeld een partij in C op F-beugel. Deze ontwikkeling begon in Frankrijk rond 1830. Door het transponeren ontstond de zogeheten Cor-Mixte, die slechts anderhalf octaaf bereik had. Een ontwikkeling die uitgestorven is.
In het Duitse taalgebied werden rond 1815 ventielen op de hoorn ontwikkeld; eerst 2, later 3 ventielen. Uit studie van oude hoornmethoden blijkt dat de ventielen werden gebruikt om toonladders te spelen zonder gebruik van de rechterhand, zoals bij de natuurhoorn gebruikelijk was. Robert Schumann was een van de eersten die voor ventielhoorn schreef; zijn beroemde Adagio en Allegro. Brahms en von Weber - beiden amateur hoornisten - waren grote tegenstanders van de 'moderne' ventielhoorn, omdat de kleurschakeringen van de natuurhoorn met het gebruik van de ventielen verloren ging. Brahms noemde de ventielhoorn spottend een Blechbratsche (letterlijk: koperen altviool). In Zwitserland, waar Henri Kling werkte, was een gemixte techniek in zwang: natuurhoorntechniek met gebruik van ventielen.
Hoornisten maken slechts gebruik van natuurhoorntechniek wanneer dit door de componist uitdrukkelijk voorgeschreven is. Muziek van bijvoorbeeld Mozart wordt door moderne hoornisten met ventielen gespeeld.
Rond 1900 werd de dubbelhoorn ontwikkeld, een combinatie van F-hoorn en Bes-hoorn in één instrument. Hiermee kon de romantische toon van de F-hoorn gecombineerd worden met de voordelen van een kortere buis (de Beshoorn). Sinds de revival van authentieke muziekinstrumenten is de natuurhoorn weer populair geworden en zijn de kleurschakeringen die Brahms en Weber bedoeld hebben weer te horen.
Een tussenvorm van de dubbelhoorn, is een hoorn waarbij tussen het mondstuk en de rest van het instrument een aparte buis wordt gezet waardoor de hoornist van stemming kan veranderen. In tegenstelling tot de inventiehoorn hoeft hierbij de stembuis niet opnieuw ingesteld te worden.
- Stempijp: lang=Es, kort=F

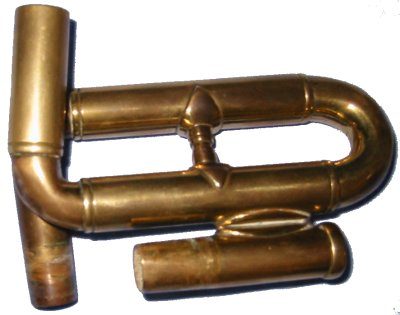
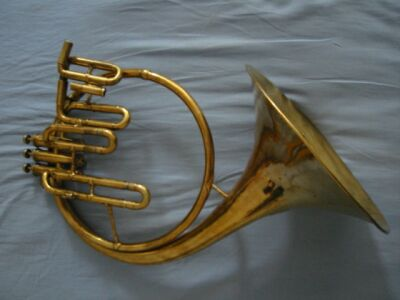
Hoorn gestemd in Es (zie linksboven)
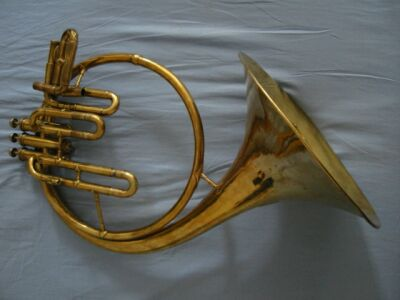
Hoorn gestemd in F (zie linksboven)

## Markante passages voor hoorn in orkestwerken
- Mitridate – opera van Mozart met de aria 'Lungi da te mio bene' voor hoorn en sopraan.
- Don Carlos – opera in vijf acten van Giuseppe Verdi, 2e acte klooster San Giusto introductie voor het monnikenkoor.
- Siegfried – opera van Richard Wagner met een markante solo voor hoorn.
- Vioolconcerto nr. 1 Op. 77 van Dmitri Sjostakovitsj – indringende passages voor het hoornkwartet van het orkest.
- Die Jahreszeiten van Joseph Haydn – nadrukkelijke aanwezigheid in de jachtscène in het gedeelte gewijd aan de herfst.
- In alle orkestwerken van Richard Strauss krijgen de hoorns een prominente partij te spelen.
- Gustav Mahlers symfonieën en Das Lied von der Erde, dat met een melodie begint die door vier hoornisten tegelijkertijd gespeeld wordt.

## Trivia
- In een orkest zitten de (meestal ventiel-) hoorns achter de fluiten en hobo's, en links van de trompetten en trombones.
- De Engelse hoorn heeft niets met de hier vermelde hoorn van doen, het is een – in wezen foutieve, door een onjuiste vertaling van corps anglé ('hoornlichaam met een hoek') of cor anglais ('Engelse hoorn') – naam voor de althobo. Een soortgelijk verhaal geldt voor de bassethoorn, een instrument dat enigszins lijkt op de altklarinet.
- Enkele slakkensoorten zoals de posthorenslak zijn genoemd naar dit instrument vanwege de wentelingen en het zijwaarts afgeplatte ronde huisje.
- De hoorn is niet enkel een Westers muziekinstrument, maar komt ook in vele andere culturen voor. Een voorbeeld is de kalebashoorn uit Rwanda: de amakondera.
- Tot ongeveer 1820–1850 werden voor de hoornisten bijna nooit voortekens vooraan de balk in hun partij genoteerd: men pakte de hoorn zonder ventielen die bij de toonsoort van het stuk hoorde. Afzonderlijke alteraties werden dan voor de noot zelf genoteerd (en konden door de hand in de beker te stoppen eventueel gespeeld worden buiten de natuurtonenreeks).
- De methodiek, het leerplan en de leergang voor hoornstudie was op het Conservatorium van Parijs tot 1900 gebaseerd op het gebruik van natuurhoorns met opzetbeugels. Dit, om de hoornstudenten te laten werken aan de moeilijke intonatie en aanzet op – in feite – de lang-cilindrische buisvorm van 'Mondrohr' tot 'Anstoss' (alles wat tussen 'mondstukreceiver' en het laatste 'bekerstuk' zit, aan cilindrisch gevormde buizen).

## Bekende hoornisten
- Hermann Baumann
- Stefan Blonk
- Dennis Brain
- Pieter Gouderjaan
- Karel Heylbroeck
- Herman Jeurissen
- Ernest Maes
- Ernst Julius Paul
- Jacob Slagter
- Isabelle Roelofs
- Adriaan van Woudenberg
- Paul van Zelm
- Teunis van der Zwart